# Pseudorhodopis inermis
Pseudorhodopis inermis är en skalbaggsart som beskrevs av Stefan von Breuning 1940. Pseudorhodopis inermis ingår i släktet Pseudorhodopis och familjen långhorningar. Inga underarter finns listade i Catalogue of Life.